# 西尾市立三和小学校
西尾市立三和小学校（にしおしりつみわしょうがっこう）とは愛知県西尾市にある、公立小学校である。

## 沿革
1906年（明治39年）5月、川崎・御鍬・吹羽良村の3村が合併して三和村となり、同年10月15日、川崎村立内藤尋常小学校・御鍬村立江原尋常小学校・吹羽良村立貝吹尋常小学校の3校が廃止となり、同日付をもって三和尋常高等小学校が設立された。従来の3校舎は仮校舎として児童を収容し、校地は三和村大字米野に指定した。
1908年（明治41年）4月1日、小学校令改正の結果、義務教育6カ年に延長された。しかし、第5学年の児童を収容する場所がないため、同年4月1日より5月中旬まで三和村大字小島東禅寺の庫裡を借り受け授業を開始した。その後、村役場の新築完成により、役場の1室に移転した。
翌年、第5・6学年の児童を収容するため、時の村長は村会に謀り、3教室の新築に着手し、1909年（明治42年）3月に竣工した。しかし就学児童の増加に伴い第4学年の各分教場に収容できず、やむなく村役場の1室を2分して2教室とし、計5教室を確保、同年4月には第6・5・4学年を本校に収容することができた。この時、職員室は臨時新校舎の廊下を使用し、備品はすべて廊下に整列しておいた。このように校舎が狭いため3教室を同年に起工し、1910年（明治43年）3月増築落成した。 各分教場の校舎は従来どおり使用した。
高等科加設は収容する場所がないため、明治39・40年度は高等科第1学年から4学年は、西尾尋高・六美尋高・福岡尋高に通学した。1908年度（明治41年度）は高等科第2学年以上、1909年度（明治42年度）は新令高等科1学年以上は同様に通学した。1910年（明治43年）4月に新令高等科1学年を置き、同第2学年以上は引き続き西尾・六美・福岡の尋常高等小学校に通学した。三和村教育会より他町村高等小学校へ通学する者のために1人金3円の補助をし、予算額は次のとおり。
1915年（大正4年）3月、村長は村会に、仮校舎統一の議案を提出し可決した。10月より校舎移築を起工し、1916年（大正5年）3月27日落成、竣工式をあげ、長年の懸案であった本村の学校統一ができた。同時に、通学最遠距離の大字高落・高河原・上羽角の三カ所に教員住宅を設け、児童通学の監督にあたらせた。大正5年4月1日より児童すべての収容を完了した。
その後、人口の増加と教育の普及発達にともない、再び校舎が狭くなり村長は村会にはかり、1921年（大正10年）6月に4教室を増築した。
その後、本村教育は駸駸として発展し、時勢の進運に伴い一層の校舎完備の急に迫り、村長長谷正春は意を決し1926年（大正15年）5月本村役場の移築と同時に、その跡に堂々たる大玄関を持つ6教室1棟の新校舎を増築した。さきの江原部より移転した中校舎4教室は老朽おびただしく、危険になったため村長杉浦吉右衛門は、財政不況時にもかかわらず村会の協賛を得て、昭和5年6月腐朽校舎を売却し堅牢壮美な4教室を新築落成させた。
本校は創立以来拡張に次ぐ拡張をしたため、運動場が幡豆郡内で一番貧弱で、校地拡張はかねての宿題であった。村長斎藤正義は地価最も低落した好機を捉え、昭和8年6月反畝歩を買収し、昭和8年10月運動場拡張落成式を挙行した。

## 岡島弥生資料館
岡島弥生資料館（おかじまやよいしりょうかん）は、2005年（平成17年）に、三和小学校の空き教室を利用して開設された資料館。
1986年（昭和61年）から2003年（平成15年）にかけて愛知県埋蔵文化財センターが行った岡島遺跡の発掘調査で出土した遺物（弥生時代中期から後期にかけて使用された土器や石器）を収蔵・展示している。

## アクセス
名鉄西尾駅またはJR岡崎駅より名鉄東部交通バス岡崎・西尾線「三和小学校前」下車すぐ。

## 出身者
- 中村健 - 西尾市長